# Introflektivní jazyk
Introflektivní jazyk je takový jazykový typ, který vyjadřuje gramatické funkce pomocí flexe (ohýbání), tj. skloňování a časování, přičemž dochází ke změnám v kořeni slova. To je rozdíl oproti flektivnímu typu (např. čeština), kde se při flexi ke slovům připojují koncovky. 
Typickým příkladem introflektivního jazyka je arabština či hebrejština.